# Mammifère aquatique

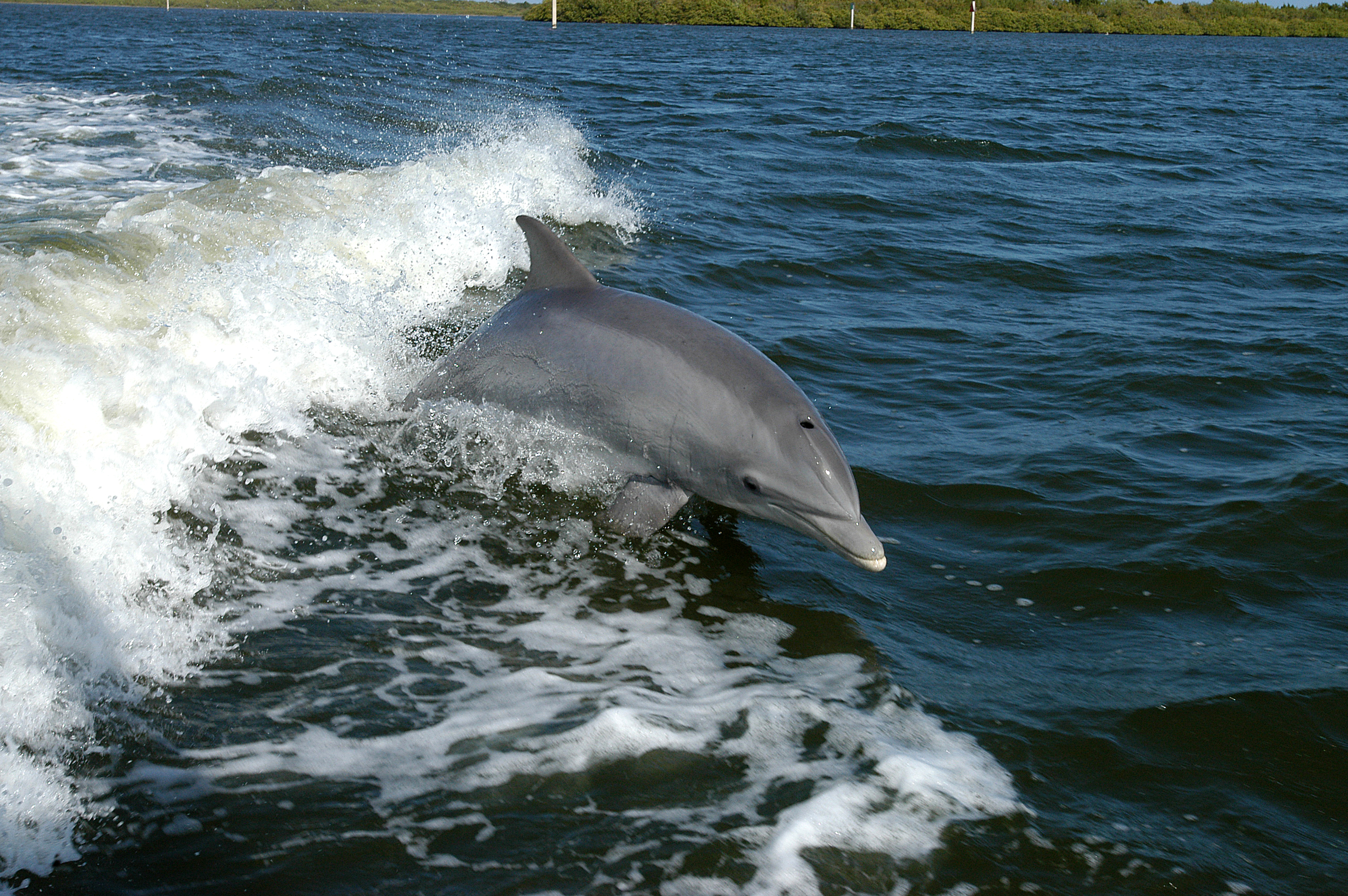
Un grand dauphin (Tursiops truncatus)

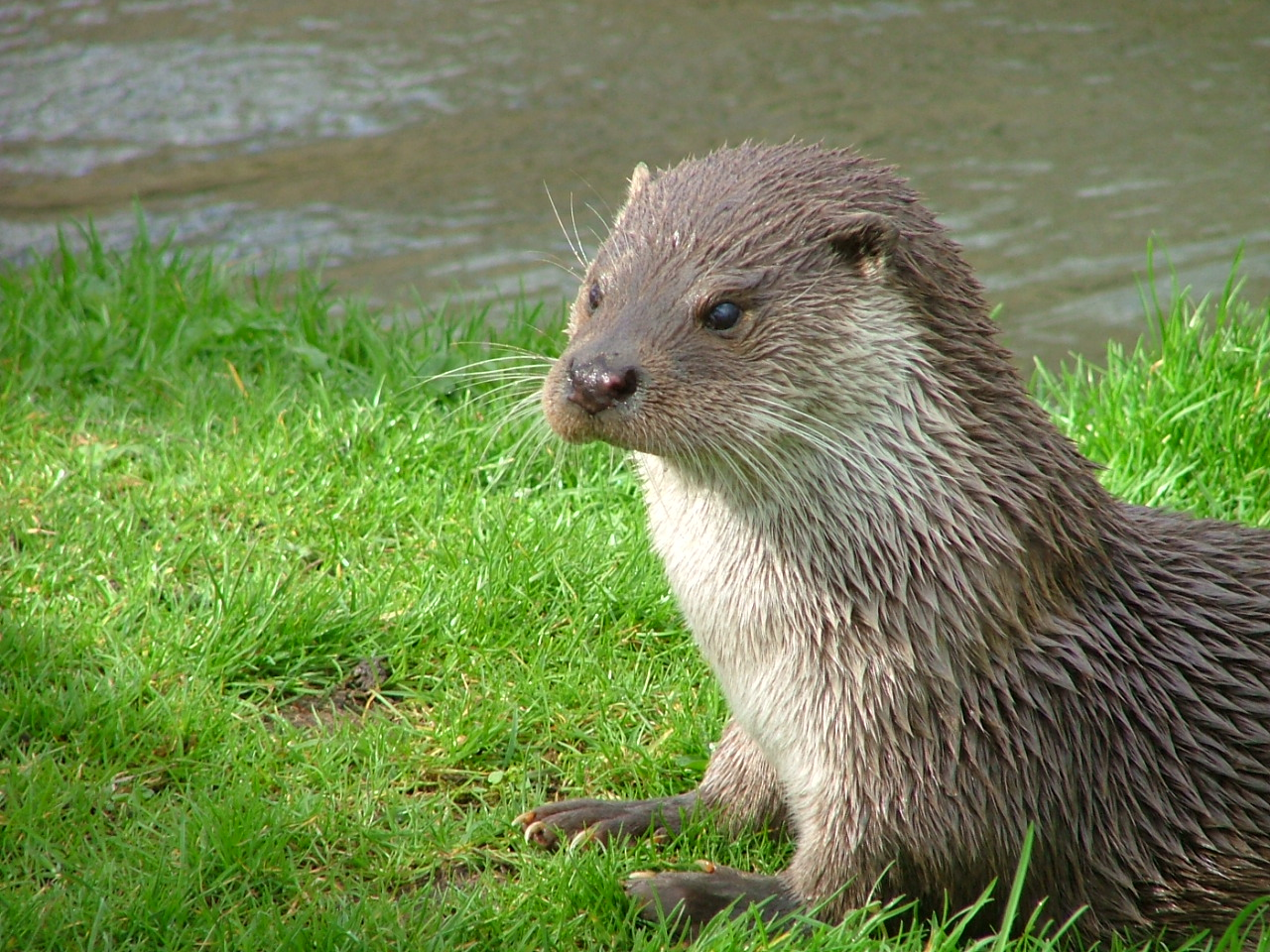
Une loutre (Lutra lutra)

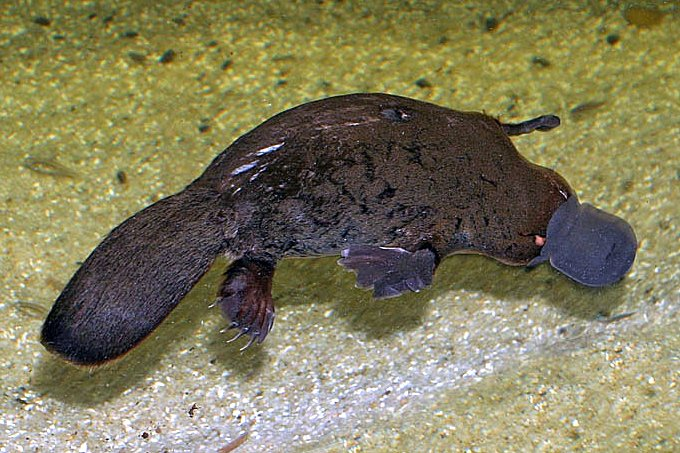
Un ornithorynque (Ornithorhynchus anatinus)

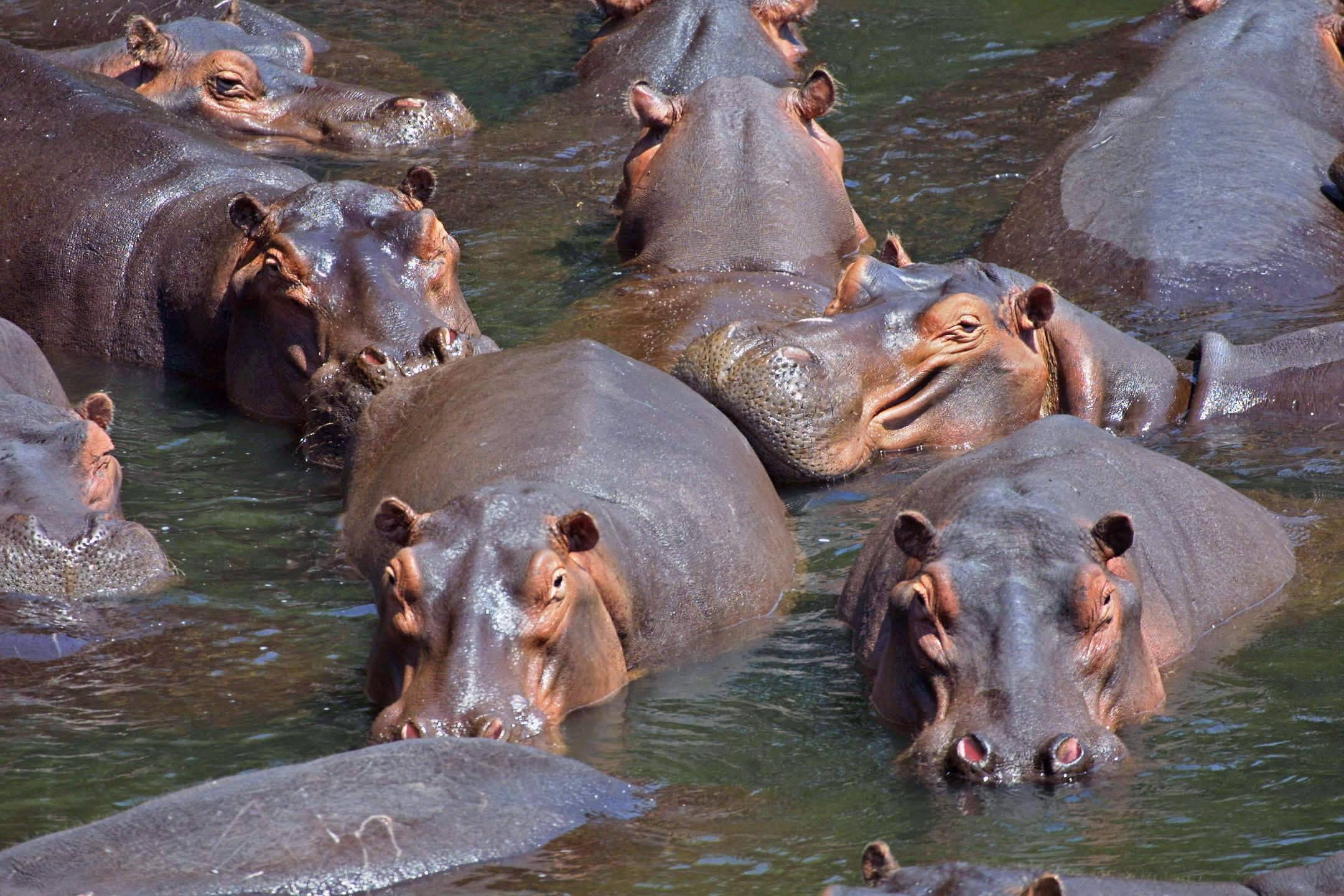
Hippopotames (Hippopotamus amphibius)

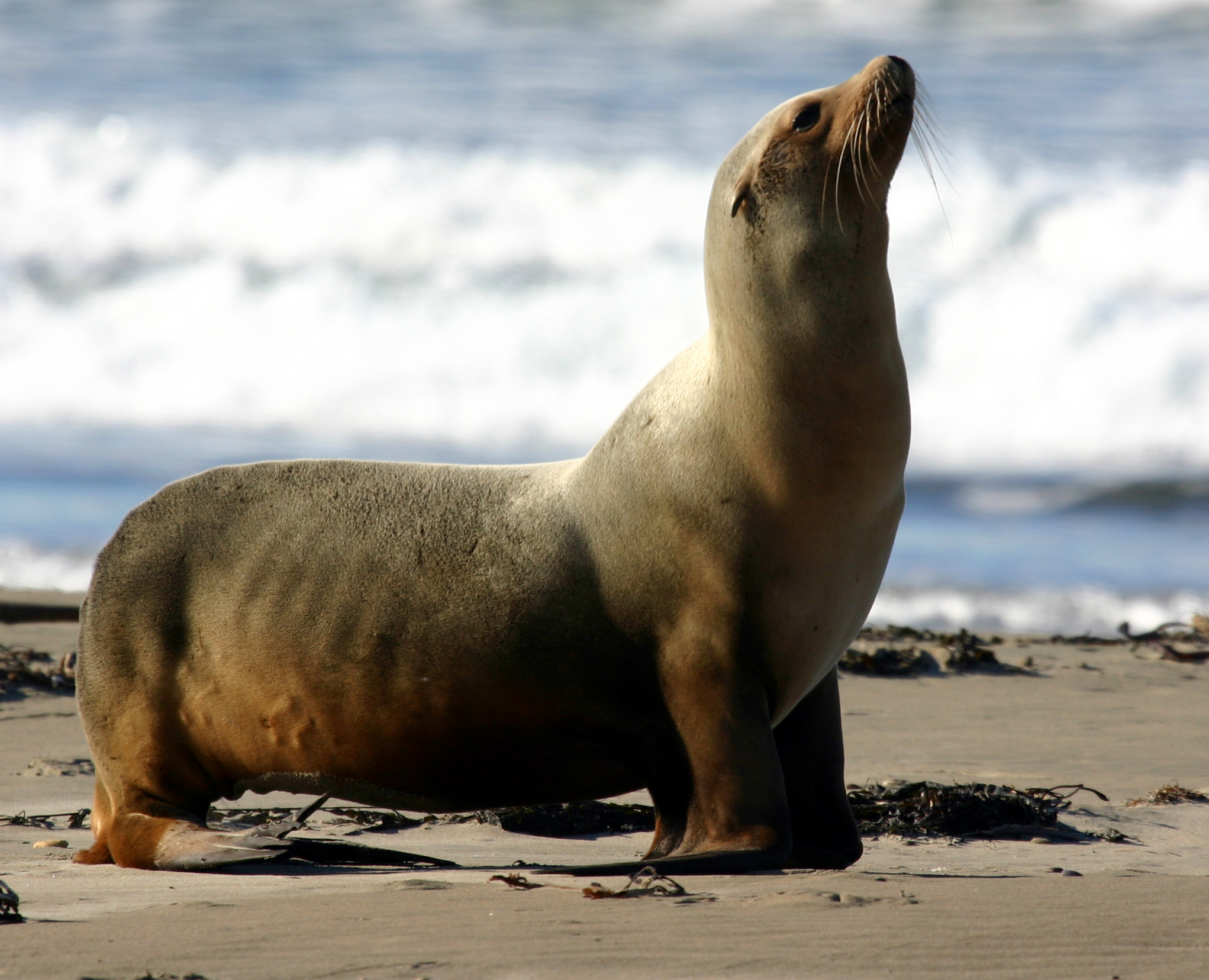
Otarie de Californie (Zalophus californianus)

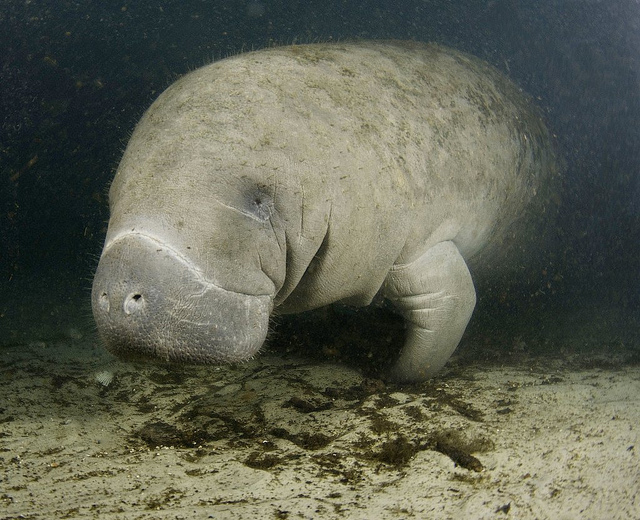
Lamantin des Caraïbes (Trichechus manatus)

Les mammifères aquatiques ou semi-aquatiques sont un ensemble d'espèces d'animaux aquatiques de la classe des mammifères qui vivent en partie ou entièrement dans ou sous l'eau qu'il s'agisse de mers, océans, lacs, cours d'eau, etc. Cela comprend donc notamment les mammifères marins (dont les cétacés). Comme tous les mammifères, ils sont munis de poumons, plongent en apnée et doivent remonter à la surface pour respirer. Leur réflexe d'immersion est toutefois bien plus prononcé que celui des mammifères terrestres.

## Adaptations au milieu
Par rapport aux mammifères terrestres, les organes externes et internes des espèces aquatiques ou semi-aquatiques se sont plus ou moins modifié au cours de leur l'évolution, ce qui leur a permis de vivre dans le milieu aquatique. C'est notamment vrai pour les membres, la peau et la fourrure (et la mue), les poumons, mais aussi pour le cerveau, et les organes de la vue et de l'olfaction, avec aussi le développement de l'écholocation subaquatique chez les cétacés.

## Catégories
Ces mammifères peuvent être herbivores, rongeurs, plus ou moins omnivores ou carnivores. Certains sont difficiles à observer (loutre  par exemple), souvent identifiés par des empreintes ou leur cadavre. Des analyses génétiques peuvent aider à comprendre leurs dynamiques de populations. Les carnivores peuvent bioaccumuler les métaux lourds et divers contaminants et il a été proposé en France d'organiser un réseau de collecte des dépouilles de spécimens trouvés morts pour améliorer la connaissance scientifique de ces espèces et leurs causes de mortalité (rat musqué et ragondin par exemple).
On distingue aussi les espèces autochtones d'espèces introduites qui peuvent éventuellement devenir invasives.

## État des populations, menaces
Beaucoup d'espèces de mammifères semi-aquatiques ont fortement régressé et sont localement éteintes, à la suite de la chasse et du  piégeage (pour les espèces autrefois recherchées pour leur viande, leur fourrure, leur graisse (huile de phoque ou de baleine par exemple) ou le castoréum dans le cas du Castor, ou considérées comme concurrentes de l'homme. 
Elles ont en outre largement souffert de la pollution, dégradation et artificialisation ou destruction de leurs habitats depuis plusieurs siècles et surtout au cours du XXe siècle où les destructions, pollutions, drainages, recalibrages, etc. ont beaucoup augmenté.